# Václav Ježek
Václav Ježek (Zvolen, 1º ottobre 1923 – Praga, 27 agosto 1995) è stato un calciatore e allenatore di calcio cecoslovacco.
È noto per aver vinto da CT della Cecoslovacchia l'Europeo del 1976 contro la Germania Ovest deciso dal rigore a cucchiaio segnato da Antonín Panenka.

## Carriera
Da allenatore ha vinto quattro campionati cecoslovacchi con lo Sparta Praga nel 1965, 1967, 1984 e 1990 e una Coppa d'Olanda al Feyenoord nel 1980.
È ricordato soprattutto per aver vinto nel 1976 il Campionato europeo di calcio con la Cecoslovacchia, battendo nella finale di Belgrado la Germania Ovest (Campione d'Europa nel 1972 e Campione del Mondo nel 1974) per 7-6 ai rigori dopo il 2-2 dei 120 minuti di gioco.
È stato l'ultimo allenatore della Nazionale cecoslovacca, nel 1993.

## Statistiche da allenatore

### Club
In grassetto le competizioni vinte.
| Stagione                                                    | Squadra                                                     | Campionato                                                  | Campionato | Campionato | Campionato | Campionato | Coppe nazionali | Coppe nazionali | Coppe nazionali | Coppe nazionali | Coppe nazionali | Coppe continentali | Coppe continentali | Coppe continentali | Coppe continentali | Coppe continentali | Altre coppe | Altre coppe | Altre coppe | Altre coppe | Altre coppe | Totale | Totale | Totale | Totale | Vittorie % | Piazzamento |
| Stagione                                                    | Squadra                                                     | Comp                                                        | G          | V          | N          | P          | Comp            | G               | V               | N               | P               | Comp               | G                  | V                  | N                  | P                  | Comp        | G           | V           | N           | P           | G      | V      | N      | P      | %          | Piazzamento |
| ----------------------------------------------------------- | ----------------------------------------------------------- | ----------------------------------------------------------- | ---------- | ---------- | ---------- | ---------- | --------------- | --------------- | --------------- | --------------- | --------------- | ------------------ | ------------------ | ------------------ | ------------------ | ------------------ | ----------- | ----------- | ----------- | ----------- | ----------- | ------ | ------ | ------ | ------ | ---------- | ----------- |
| 1963-1964                                                   | Spartak Praga Sokolovo Sparta ČKD Praga                     | IL                                                          | 26         | 13         | 3          | 10         | CS              | 1+              | 1+              | 0+              | 0               | -                  | -                  | -                  | -                  | -                  | -           | -           | -           | -           | -           | 27     | 14     | 3      | 10     | 51,85      | 6º          |
| 1964-1965                                                   | Spartak Praga Sokolovo Sparta ČKD Praga                     | IL                                                          | 26         | 18         | 6          | 2          | -               | -               | -               | -               | -               | CdC                | 4                  | 3                  | 0                  | 1                  | -           | -           | -           | -           | -           | 30     | 21     | 6      | 3      | 70,00      | 1º          |
| 1965-1966                                                   | Spartak Praga Sokolovo Sparta ČKD Praga                     | IL                                                          | 26         | 13         | 7          | 6          | -               | -               | -               | -               | -               | CC                 | 6                  | 4                  | 1                  | 1                  | -           | -           | -           | -           | -           | 32     | 17     | 8      | 7      | 53,13      | 2º          |
| 1966-1967                                                   | Spartak Praga Sokolovo Sparta ČKD Praga                     | IL                                                          | 26         | 18         | 3          | 5          | CS              | 2               | 1+              | 0+              | 1               | -                  | -                  | -                  | -                  | -                  | -           | -           | -           | -           | -           | 28     | 19     | 3      | 6      | 67,86      | 1º          |
| 1967-1968                                                   | Spartak Praga Sokolovo Sparta ČKD Praga                     | IL                                                          | 26         | 12         | 4          | 10         | -               | -               | -               | -               | -               | CC                 | 6                  | 3                  | 2                  | 1                  | -           | -           | -           | -           | -           | 32     | 15     | 6      | 11     | 46,88      | 7º          |
| 1968-1969                                                   | Spartak Praga Sokolovo Sparta ČKD Praga                     | IL                                                          | 26         | 12         | 5          | 9          | -               | -               | -               | -               | -               | -                  | -                  | -                  | -                  | -                  | -           | -           | -           | -           | -           | 26     | 12     | 5      | 9      | 46,15      | 3º          |
| 1969-1970                                                   | ADO Den Haag                                                | E                                                           | 34         | 14         | 12         | 8          | CO              | 2               | 1               | 1               | 0               | -                  | -                  | -                  | -                  | -                  | -           | -           | -           | -           | -           | 36     | 15     | 13     | 8      | 41,67      | 6º          |
| 1970-1971                                                   | ADO Den Haag                                                | E                                                           | 34         | 21         | 8          | 5          | CO              | 4               | 3               | 0               | 1               | -                  | -                  | -                  | -                  | -                  | -           | -           | -           | -           | -           | 38     | 24     | 8      | 6      | 63,16      | 3º          |
| 1971-1972                                                   | ADO Den Haag                                                | E                                                           | 34         | 17         | 10         | 7          | CO              | 5               | 3               | 1               | 1               | CU                 | 4                  | 1                  | 1                  | 2                  | -           | -           | -           | -           | -           | 43     | 21     | 12     | 10     | 48,84      | 5º          |
| Totale ADO Den Haag                                         | Totale ADO Den Haag                                         | Totale ADO Den Haag                                         | 102        | 52         | 30         | 20         |                 | 11              | 7               | 2               | 2               |                    | 4                  | 1                  | 1                  | 2                  |             | -           | -           | -           | -           | 117    | 60     | 33     | 24     | 51,28      |             |
| 1978-1979                                                   | Feyenoord                                                   | E                                                           | 34         | 19         | 13         | 2          | CO              | 1               | 0               | 0               | 1               | -                  | -                  | -                  | -                  | -                  | -           | -           | -           | -           | -           | 35     | 19     | 13     | 3      | 54,29      | 2º          |
| 1979-1980                                                   | Feyenoord                                                   | E                                                           | 34         | 15         | 13         | 6          | CO              | 5               | 5               | 0               | 0               | CU                 | 6                  | 4                  | 1                  | 1                  | -           | -           | -           | -           | -           | 45     | 24     | 14     | 7      | 53,33      | 4º          |
| 1980-1981                                                   | Feyenoord                                                   | E                                                           | 34         | 18         | 9          | 7          | CO              | 2               | 1               | 1               | 0               | CdC                | 8                  | 6                  | 0                  | 2                  | -           | -           | -           | -           | -           | 43     | 21     | 12     | 10     | 48,84      | 5º          |
| 1981-1982                                                   | Feyenoord                                                   | E                                                           | 34         | 13         | 12         | 9          | CO              | 2               | 1               | 1               | 0               | CU                 | 6                  | 3                  | 2                  | 1                  | -           | -           | -           | -           | -           | 42     | 17     | 15     | 10     | 40,48      | 6º          |
| Totale Feyenoord                                            | Totale Feyenoord                                            | Totale Feyenoord                                            | 136        | 65         | 47         | 24         |                 | 10              | 7               | 2               | 1               |                    | 20                 | 13                 | 3                  | 4                  |             | -           | -           | -           | -           | 166    | 85     | 52     | 29     | 51,20      |             |
| gen.-giu. 1983                                              | Sparta ČKD Praga                                            | IL                                                          | 15         | ?          | ?          | ?          | -               | -               | -               | -               | -               | -                  | -                  | -                  | -                  | -                  | -           | -           | -           | -           | -           | 0      | 0      | 0      | 0      | —          | 3º          |
| 1983-1984                                                   | Sparta ČKD Praga                                            | IL                                                          | 30         | 20         | 6          | 4          | CS              | 1+              | 1+              | 0+              | 0               | CU                 | 8                  | 5                  | 1                  | 2                  | -           | -           | -           | -           | -           | 39     | 26     | 7      | 6      | 66,67      | 1º          |
| 1984-1985                                                   | Zurigo                                                      | LNA                                                         | 30         | 11         | 9          | 10         | CS              | 3               | 2               | 0               | 1               | -                  | -                  | -                  | -                  | -                  | -           | -           | -           | -           | -           | 33     | 13     | 9      | 11     | 39,39      | 7º          |
| 1985-1986                                                   | Zurigo                                                      | LNA                                                         | 30         | 15         | 9          | 6          | CS              | 2               | 1               | 0               | 1               | -                  | -                  | -                  | -                  | -                  | -           | -           | -           | -           | -           | 32     | 16     | 9      | 7      | 50,00      | 4º          |
| Totale Zurigo                                               | Totale Zurigo                                               | Totale Zurigo                                               | 60         | 26         | 18         | 16         |                 | 5               | 3               | 0               | 2               |                    | -                  | -                  | -                  | -                  |             | -           | -           | -           | -           | 65     | 29     | 18     | 18     | 44,62      |             |
| 1986-1987                                                   | Sparta ČKD Praga Sparta Praga                               | IL                                                          | 30         | 18         | 6          | 6          | CS              | 1+              | 0+              | 1+              | 0               | CU                 | 2                  | 0                  | 1                  | 1                  | -           | -           | -           | -           | -           | 33     | 18     | 8      | 7      | 54,55      | 1º          |
| 1987-1988                                                   | Sparta ČKD Praga Sparta Praga                               | IL                                                          | 30         | 22         | 5          | 3          | CS              | 1+              | 1+              | 0+              | 0               | CC                 | 4                  | 2                  | 0                  | 2                  | -           | -           | -           | -           | -           | 35     | 25     | 5      | 5      | 71,43      | 1º          |
| lug.-dic. 1990                                              | Sparta ČKD Praga Sparta Praga                               | IL                                                          | 15         | ?          | ?          | ?          | -               | -               | -               | -               | -               | CC                 | 2                  | 0                  | 0                  | 2                  | -           | -           | -           | -           | -           | 2      | 0      | 0      | 2      | &0,00      | Esonerato   |
| Totale Spartak Praga Sokolovo/Sparta ČKD Praga/Sparta Praga | Totale Spartak Praga Sokolovo/Sparta ČKD Praga/Sparta Praga | Totale Spartak Praga Sokolovo/Sparta ČKD Praga/Sparta Praga | 276        | 146+       | 45+        | 55+        |                 | 6+              | 4+              | 2+              | 0+              |                    | 30                 | 17                 | 5                  | 8                  |             | -           | -           | -           | -           | 312    | 167    | 52     | 63     | 53,53      |             |
| Totale carriera                                             | Totale carriera                                             | Totale carriera                                             | 574        | 289+       | 140+       | 115+       |                 | 32+             | 21+             | 4+              | 5+              |                    | 54                 | 31                 | 9                  | 14                 |             | -           | -           | -           | -           | 660    | 341    | 153    | 134    | 51,67      |             |

### Nazionale
| 1973                             | Cecoslovacchia                   | Qual. Mondiale                   | 2º nel gruppo G, non qualificato | 3  | 1  | 1  | 1  | 33,33   | 7  | 2  | +5  |
| 1974                             | Cecoslovacchia                   | Qual. Europeo                    | 1º nel gruppo 1                  | 1  | 0  | 0  | 1  | &0,00   | 0  | 3  | -3  |
| 1975                             | Cecoslovacchia                   | Qual. Europeo                    | 1º nel gruppo 1                  | 5  | 4  | 0  | 1  | 80,00   | 15 | 2  | +13 |
| 1975                             | Cecoslovacchia                   | Qual. Olimpiade                  | 2º nel gruppo 2, non qualificato | 1  | 0  | 1  | 0  | &0,00   | 0  | 0  | 0   |
| 1976                             | Cecoslovacchia                   | Qual. Olimpiade                  | 2º nel gruppo 2, non qualificato | 1  | 0  | 1  | 0  | &0,00   | 1  | 1  | 0   |
| 1976                             | Cecoslovacchia                   | Europeo                          | Vincitore                        | 4  | 2  | 2  | 0  | 50,00   | 9  | 5  | +4  |
| 1976                             | Cecoslovacchia                   | Qual. Mondiale                   | 2º nel gruppo 7, non qualificato | 1  | 1  | 0  | 0  | 100,00& | 2  | 0  | +2  |
| 1977                             | Cecoslovacchia                   | Qual. Mondiale                   | 2º nel gruppo 7, non qualificato | 3  | 1  | 0  | 2  | 33,33   | 3  | 6  | -3  |
| Dal 1972 al 1978                 | Cecoslovacchia                   | Amichevoli                       |                                  | 35 | 9  | 14 | 12 | 25,71   | 37 | 43 | -6  |
| Totale Cecoslovacchia 1º periodo | Totale Cecoslovacchia 1º periodo | Totale Cecoslovacchia 1º periodo | Totale Cecoslovacchia 1º periodo | 54 | 18 | 19 | 17 | 33,33   | 74 | 62 | +12 |
| 1993                             | Cecoslovacchia                   | Qual. Mondiale                   | 3º nel gruppo 4, non qualificato | 6  | 3  | 3  | 0  | 50,00   | 14 | 5  | +9  |
| Totale Cecoslovacchia            | Totale Cecoslovacchia            | Totale Cecoslovacchia            | Totale Cecoslovacchia            | 60 | 21 | 22 | 17 | 35,00   | 88 | 67 | +21 |

| Cronologia completa delle presenze e delle reti in nazionale ― Cecoslovacchia | Cronologia completa delle presenze e delle reti in nazionale ― Cecoslovacchia | Cronologia completa delle presenze e delle reti in nazionale ― Cecoslovacchia | Cronologia completa delle presenze e delle reti in nazionale ― Cecoslovacchia | Cronologia completa delle presenze e delle reti in nazionale ― Cecoslovacchia | Cronologia completa delle presenze e delle reti in nazionale ― Cecoslovacchia | Cronologia completa delle presenze e delle reti in nazionale ― Cecoslovacchia | Cronologia completa delle presenze e delle reti in nazionale ― Cecoslovacchia |
| Data                                                                          | Città                                                                         | In casa                                                                       | Risultato                                                                     | Ospiti                                                                        | Competizione                                                                  | Reti                                                                          | Note                                                                          |
| ----------------------------------------------------------------------------- | ----------------------------------------------------------------------------- | ----------------------------------------------------------------------------- | ----------------------------------------------------------------------------- | ----------------------------------------------------------------------------- | ----------------------------------------------------------------------------- | ----------------------------------------------------------------------------- | ----------------------------------------------------------------------------- |
| 30-8-1972                                                                     | Praga                                                                         | Cecoslovacchia                                                                | 1 – 2                                                                         | Paesi Bassi                                                                   | Amichevole                                                                    | Vladimír Hagara                                                               | Cap: Viktor                                                                   |
| 15-10-1972                                                                    | Bydgoszcz                                                                     | Polonia                                                                       | 3 – 0                                                                         | Cecoslovacchia                                                                | Amichevole                                                                    | -                                                                             | Cap: Kuna                                                                     |
| 1-11-1972                                                                     | Bratislava                                                                    | Cecoslovacchia                                                                | 1 – 3                                                                         | Germania Est                                                                  | Amichevole                                                                    | Ivan Pekárik                                                                  | Cap: Kuna                                                                     |
| 28-3-1973                                                                     | Düsseldorf                                                                    | Germania Ovest                                                                | 3 – 0                                                                         | Cecoslovacchia                                                                | Amichevole                                                                    | -                                                                             | Cap: Kuna                                                                     |
| 2-5-1973                                                                      | Copenaghen                                                                    | Danimarca                                                                     | 1 – 1                                                                         | Cecoslovacchia                                                                | Qual. Mondiali 1974                                                           | Ladislav Petráš                                                               | Cap: Kuna                                                                     |
| 27-5-1973                                                                     | Praga                                                                         | Cecoslovacchia                                                                | 1 – 1                                                                         | Inghilterra                                                                   | Amichevole                                                                    | Igor Novák                                                                    | Cap: Kuna                                                                     |
| 6-6-1973                                                                      | Praga                                                                         | Cecoslovacchia                                                                | 6 – 0                                                                         | Danimarca                                                                     | Qual. Mondiali 1974                                                           | Zdeněk Nehoda Bohumil Veselý (3) Přemysl Bičovský Vladimír Hagara             | Cap: Kuna                                                                     |
| 26-9-1973                                                                     | Glasgow                                                                       | Scozia                                                                        | 2 – 1                                                                         | Cecoslovacchia                                                                | Amichevole                                                                    | Zdeněk Nehoda                                                                 | Cap: Kuna                                                                     |
| 17-10-1973                                                                    | Bratislava                                                                    | Cecoslovacchia                                                                | 1 – 0                                                                         | Scozia                                                                        | Qual. Mondiali 1974                                                           | Zdeněk Nehoda (rig.)                                                          | Cap: Viktor                                                                   |
| 27-3-1974                                                                     | Dresda                                                                        | Germania Est                                                                  | 1 – 0                                                                         | Cecoslovacchia                                                                | Amichevole                                                                    | -                                                                             | Cap: Pivarník                                                                 |
| 7-4-1974                                                                      | Rio de Janeiro                                                                | Brasile                                                                       | 1 – 0                                                                         | Cecoslovacchia                                                                | Amichevole                                                                    | -                                                                             | Cap: Pivarník                                                                 |
| 13-4-1974                                                                     | Plovdiv                                                                       | Bulgaria                                                                      | 0 – 1                                                                         | Cecoslovacchia                                                                | Amichevole                                                                    | Karol Dobiaš                                                                  | Cap: Pivarník                                                                 |
| 27-4-1974                                                                     | Praga                                                                         | Cecoslovacchia                                                                | 3 – 3                                                                         | Francia                                                                       | Amichevole                                                                    | Ján Pivarník Přemysl Bičovský Antonín Panenka                                 | Cap: Pivarník                                                                 |
| 20-5-1974                                                                     | Odessa                                                                        | Unione Sovietica                                                              | 0 – 1                                                                         | Cecoslovacchia                                                                | Amichevole                                                                    | Zdeněk Nehoda                                                                 | Cap: Pivarník                                                                 |
| 25-9-1974                                                                     | Praga                                                                         | Cecoslovacchia                                                                | 3 – 1                                                                         | Germania Est                                                                  | Amichevole                                                                    | Přemysl Bičovský (2) Anton Ondruš                                             | Cap:Pivarník                                                                  |
| 13-10-1974                                                                    | Bratislava                                                                    | Cecoslovacchia                                                                | 4 – 0                                                                         | Svezia                                                                        | Amichevole                                                                    | Ján Švehlík (2) Marián Masný Přemysl Bičovský                                 | Cap:Vencel                                                                    |
| 30-10-1974                                                                    | Londra                                                                        | Inghilterra                                                                   | 3 – 0                                                                         | Cecoslovacchia                                                                | Qual. Euro 1976                                                               | -                                                                             | Cap: Pivarník                                                                 |
| 13-11-1974                                                                    | Praga                                                                         | Cecoslovacchia                                                                | 2 – 2                                                                         | Polonia                                                                       | Amichevole                                                                    | Ján Švehlík Marián Masný (rig.)                                               | Cap: Pivarník                                                                 |
| 20-12-1974                                                                    | Teheran                                                                       | Iran                                                                          | 0 – 1                                                                         | Cecoslovacchia                                                                | Amichevole                                                                    | Anton Ondruš (rig.)                                                           |                                                                               |
| 31-3-1975                                                                     | Praga                                                                         | Cecoslovacchia                                                                | 1 – 1                                                                         | Romania                                                                       | Amichevole                                                                    | Zdeněk Nehoda                                                                 | Cap: Pivarník                                                                 |
| 20-4-1975                                                                     | Praga                                                                         | Cecoslovacchia                                                                | 4 – 0                                                                         | Cipro                                                                         | Qual. Euro 1976                                                               | Antonín Panenka (3, 1 rig.) Marián Masný                                      | Cap: Pivarník                                                                 |
| 30-4-1975                                                                     | Praga                                                                         | Cecoslovacchia                                                                | 5 – 0                                                                         | Portogallo                                                                    | Qual. Euro 1976                                                               | Přemysl Bičovský (2) Zdeněk Nehoda (2) Ladislav Petráš                        | Cap: Pivarník                                                                 |
| 7-6-1975                                                                      | Vienna                                                                        | Austria                                                                       | 0 – 0                                                                         | Cecoslovacchia                                                                | Amichevole                                                                    | -                                                                             | Cap: Pivarník                                                                 |
| 24-9-1975                                                                     | Brno                                                                          | Cecoslovacchia                                                                | 1 – 1                                                                         | Svizzera                                                                      | Amichevole                                                                    | Marián Masný                                                                  | Cap: Pivarník                                                                 |
| 15-10-1975                                                                    | Bratislava                                                                    | Cecoslovacchia                                                                | 1 – 1                                                                         | Ungheria                                                                      | Amichevole                                                                    | Zdeněk Nehoda                                                                 | Cap: Viktor                                                                   |
| 30-10-1975                                                                    | Bratislava                                                                    | Cecoslovacchia                                                                | 2 – 1                                                                         | Inghilterra                                                                   | Qual. Euro 1976                                                               | Zdeněk Nehoda Dušan Galis                                                     | Cap: Pivarník                                                                 |
| 12-11-1975                                                                    | Porto                                                                         | Portogallo                                                                    | 1 – 1                                                                         | Cecoslovacchia                                                                | Qual. Euro 1976                                                               | Anton Ondruš                                                                  | Cap: Pivarník                                                                 |
| 19-11-1975                                                                    | Brno                                                                          | Cecoslovacchia                                                                | 1 – 1                                                                         | Germania Est                                                                  | Qual. Olimpiadi 1976                                                          | Přemysl Bičovský                                                              | Cap: Pivarník                                                                 |
| 23-11-1975                                                                    | Limassol                                                                      | Cipro                                                                         | 0 – 3                                                                         | Cecoslovacchia                                                                | Qual. Euro 1976                                                               | Zdeněk Nehoda Přemysl Bičovský Marián Masný                                   | Cap: Pivarník                                                                 |
| 10-3-1976                                                                     | Košice                                                                        | Cecoslovacchia                                                                | 2 – 2                                                                         | Unione Sovietica                                                              | Amichevole                                                                    | Anton Ondruš Zdeněk Nehoda (rig.)                                             | Cap: Pollák                                                                   |
| 27-3-1976                                                                     | Parigi                                                                        | Francia                                                                       | 2 – 2                                                                         | Cecoslovacchia                                                                | Amichevole                                                                    | Anton Ondruš Karol Dobiaš                                                     | Cap:Pollák                                                                    |
| 7-4-1976                                                                      | Lipsia                                                                        | Germania Est                                                                  | 0 – 0                                                                         | Cecoslovacchia                                                                | Qual. Olimpiadi 1976                                                          | -                                                                             | Cap:Ondruš                                                                    |
| 24-4-1976                                                                     | Bratislava                                                                    | Cecoslovacchia                                                                | 2 – 0                                                                         | Unione Sovietica                                                              | Euro 1976 - Quarti di finale                                                  | Jozef Móder Antonín Panenka                                                   | Cap:Ondruš                                                                    |
| 22-5-1976                                                                     | Kiev                                                                          | Unione Sovietica                                                              | 2 – 2                                                                         | Cecoslovacchia                                                                | Euro 1976 - Quarti di finale                                                  | Jozef Móder (2)                                                               | Cap:Ondruš                                                                    |
| 16-6-1976                                                                     | Zagabria                                                                      | Cecoslovacchia                                                                | 3 – 1                                                                         | Paesi Bassi                                                                   | Euro 1976 - Semifinale                                                        | Anton Ondruš Zdeněk Nehoda František Veselý                                   | Cap:Ondruš                                                                    |
| 20-6-1976                                                                     | Belgrado                                                                      | Cecoslovacchia                                                                | 2 – 2 dts (5 - 3 dtr)                                                         | Germania Ovest                                                                | Euro 1976 - Finale                                                            | Ján Švehlík Karol Dobiaš                                                      | 1º Titolo Europeo Cap:Ondruš                                                  |
| 22-9-1976                                                                     | Bucarest                                                                      | Romania                                                                       | 1 – 1                                                                         | Cecoslovacchia                                                                | Amichevole                                                                    | Antonín Panenka                                                               | Cap:Ondruš                                                                    |
| 6-10-1976                                                                     | Praga                                                                         | Cecoslovacchia                                                                | 3 – 2                                                                         | Romania                                                                       | Amichevole                                                                    | Antonín Panenka Karol Dobiaš Anton Ondruš                                     | Cap:Ondruš                                                                    |
| 13-10-1976                                                                    | Praga                                                                         | Cecoslovacchia                                                                | 2 – 0                                                                         | Scozia                                                                        | Qual. Mondiali 1978                                                           | Antonín Panenka Ladislav Petráš                                               | Cap:Ondruš                                                                    |
| 17-11-1976                                                                    | Hannover                                                                      | Germania Ovest                                                                | 2 – 0                                                                         | Cecoslovacchia                                                                | Amichevole                                                                    | -                                                                             | Cap:Pollák                                                                    |
| 23-3-1977                                                                     | Praga                                                                         | Cecoslovacchia                                                                | 4 – 0                                                                         | Grecia                                                                        | Amichevole                                                                    | Antonín Panenka Zdeněk Nehoda Koloman Gögh Marián Masný                       | Cap:Pollák                                                                    |
| 30-3-1977                                                                     | Wrexham                                                                       | Galles                                                                        | 3 – 0                                                                         | Cecoslovacchia                                                                | Qual. Mondiali 1978                                                           | -                                                                             | Cap:Pollák                                                                    |
| 20-4-1977                                                                     | Budapest                                                                      | Ungheria                                                                      | 2 – 0                                                                         | Cecoslovacchia                                                                | Amichevole                                                                    | -                                                                             | Cap:Pollák                                                                    |
| 24-5-1977                                                                     | Basilea                                                                       | Svizzera                                                                      | 1 – 0                                                                         | Cecoslovacchia                                                                | Amichevole                                                                    | -                                                                             | Cap:Pollák                                                                    |
| 1-6-1977                                                                      | Ostrava                                                                       | Cecoslovacchia                                                                | 0 – 0                                                                         | Austria                                                                       | Amichevole                                                                    | -                                                                             | Cap:Pollák                                                                    |
| 7-9-1977                                                                      | Bratislava                                                                    | Cecoslovacchia                                                                | 1 – 0                                                                         | Turchia                                                                       | Amichevole                                                                    | Miroslav Gajdůsek                                                             | Cap:Pollák                                                                    |
| 21-9-1977                                                                     | Glasgow                                                                       | Scozia                                                                        | 3 – 1                                                                         | Cecoslovacchia                                                                | Qual. Mondiali 1978                                                           | Miroslav Gajdůsek                                                             | Cap:Pollák                                                                    |
| 9-11-1977                                                                     | Praga                                                                         | Cecoslovacchia                                                                | 1 – 1                                                                         | Ungheria                                                                      | Amichevole                                                                    | Zdeněk Nehoda                                                                 | Cap:Ondruš                                                                    |
| 16-11-1977                                                                    | Praga                                                                         | Cecoslovacchia                                                                | 1 – 0                                                                         | Galles                                                                        | Qual. Mondiali 1978                                                           | Zdeněk Nehoda                                                                 | Cap:Vojáček                                                                   |
| 22-3-1978                                                                     | Salonicco                                                                     | Grecia                                                                        | 0 – 1                                                                         | Cecoslovacchia                                                                | Amichevole                                                                    | Karel Kroupa                                                                  | Cap:Ondruš                                                                    |
| 15-4-1978                                                                     | Budapest                                                                      | Ungheria                                                                      | 2 – 1                                                                         | Cecoslovacchia                                                                | Amichevole                                                                    | Karel Kroupa                                                                  | Cap:Dobiaš                                                                    |
| 23-4-1978                                                                     | Brno                                                                          | Cecoslovacchia                                                                | 0 – 0                                                                         | Bulgaria                                                                      | Amichevole                                                                    | -                                                                             | Cap:Dobiaš                                                                    |
| 17-5-1978                                                                     | Rio de Janeiro                                                                | Brasile                                                                       | 2 – 0                                                                         | Cecoslovacchia                                                                | Amichevole                                                                    | -                                                                             | Cap:Ondruš                                                                    |
| 21-5-1978                                                                     | Solna                                                                         | Svezia                                                                        | 0 – 0                                                                         | Cecoslovacchia                                                                | Amichevole                                                                    | -                                                                             | Cap:Ondruš                                                                    |
| 28-4-1993                                                                     | Ostrava                                                                       | Cecoslovacchia                                                                | 1 – 1                                                                         | Galles                                                                        | Qual. Mondiali 1994                                                           | Radoslav Látal                                                                | Cap:Němeček                                                                   |
| 2-6-1993                                                                      | Košice                                                                        | Cecoslovacchia                                                                | 5 – 2                                                                         | Romania                                                                       | Qual. Mondiali 1994                                                           | Petr Vrabec Radoslav Látal Peter Dubovský (3)                                 | Cap:Němeček                                                                   |
| 16-6-1993                                                                     | Toftir                                                                        | Fær Øer                                                                       | 0 – 3                                                                         | Cecoslovacchia                                                                | Qual. Mondiali 1994                                                           | Ivan Hašek Marek Poštulka (2)                                                 | Cap:Němeček                                                                   |
| 8-9-1993                                                                      | Cardiff                                                                       | Galles                                                                        | 2 – 2                                                                         | Cecoslovacchia                                                                | Qual. Mondiali 1994                                                           | Pavel Kuka Peter Dubovský                                                     | Cap:Němeček                                                                   |
| 27-10-1993                                                                    | Košice                                                                        | Cecoslovacchia                                                                | 3 – 0                                                                         | Cipro                                                                         | Qual. Mondiali 1994                                                           | Peter Dubovský Pavel Hapal Tomáš Skuhravý                                     | Cap:Němeček                                                                   |
| 17-11-1993                                                                    | Anderlecht                                                                    | Belgio                                                                        | 0 – 0                                                                         | Cecoslovacchia                                                                | Qual. Mondiali 1994                                                           | -                                                                             | Cap:Němeček                                                                   |
| Totale                                                                        |                                                                               | Presenze                                                                      | 60                                                                            |                                                                               | Reti                                                                          | 88                                                                            |                                                                               |

## Palmarès

### Club
- Campionato cecoslovacco: 6

Sparta Praga: 1964-1965, 1966-1967, 1983-1984, 1986-1987, 1987-1988, 1990-1991
- Coppa di Cecoslovacchia: 3

Sparta Praga: 1963-1964, 1983-1984, 1987-1988
- Coppa dei Paesi Bassi: 1

Feyenoord: 1979-1980

### Nazionale
- Campionato d'Europa: 1

Cecoslovacchia: 1976

### Individuale
- Allenatore cecoslovacco dell'anno: 2

1990, 1991